# Engawa

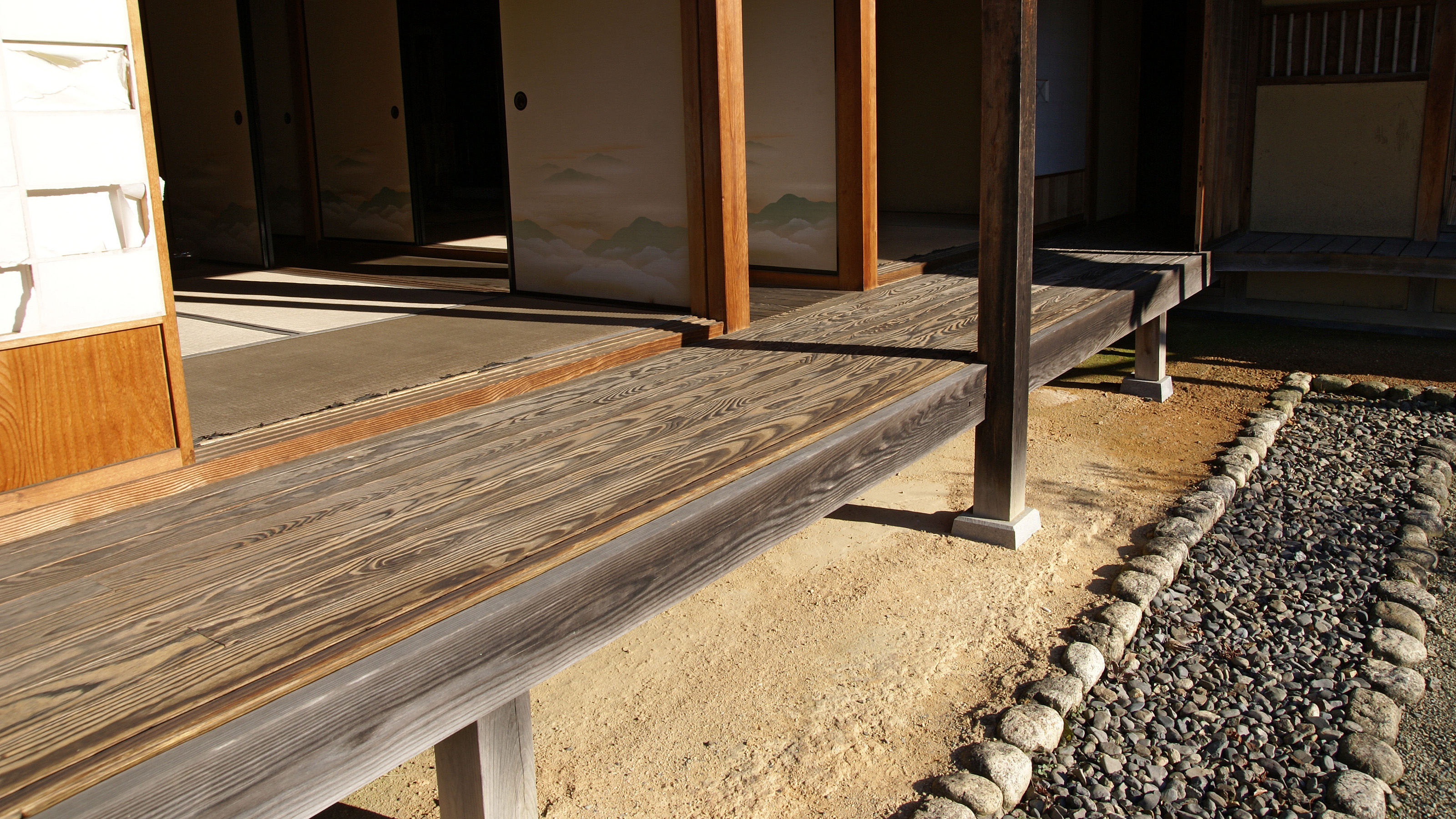
Engawa

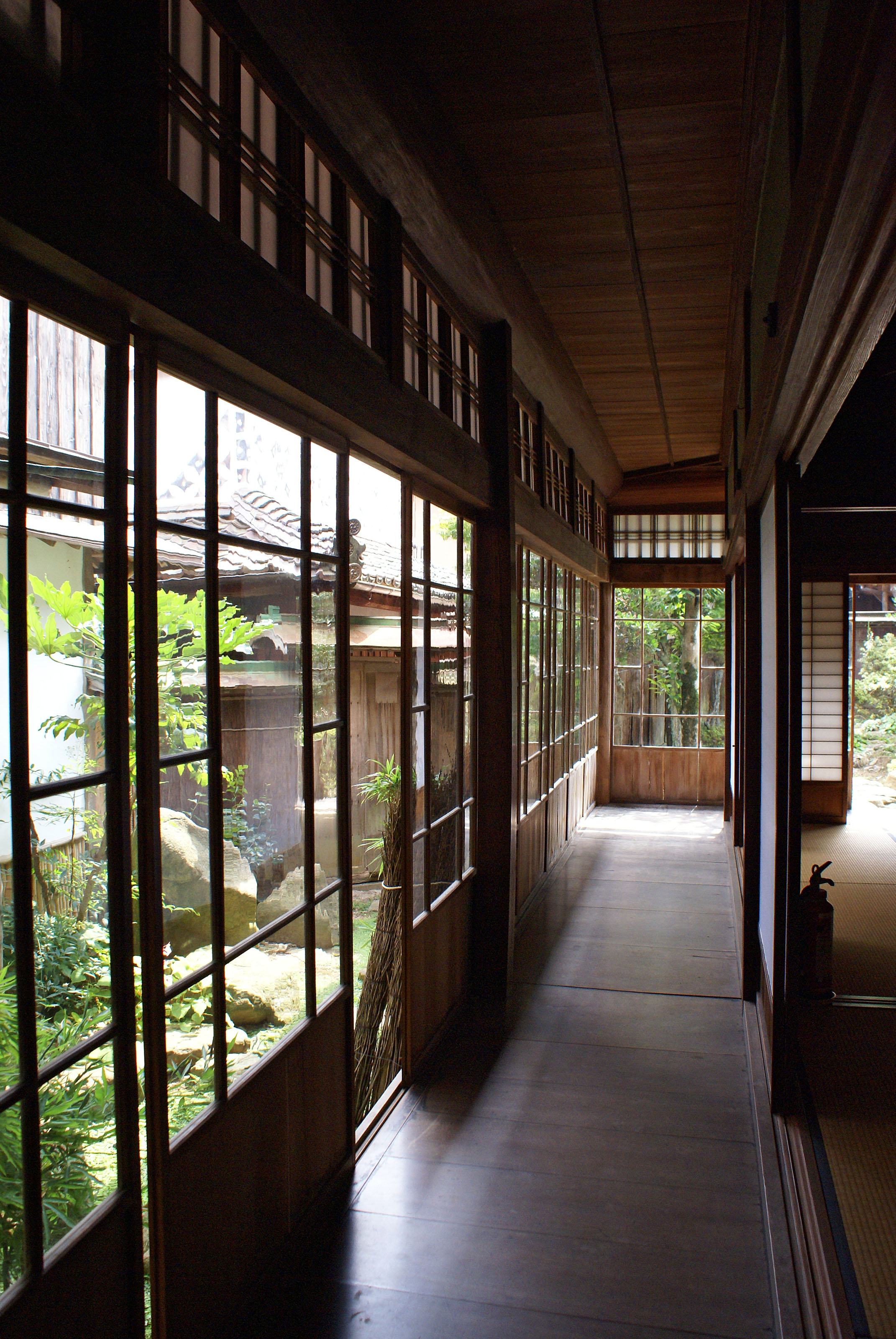
Engawa vily ve městě Takahaši v prefektuře Okajama

Engawa (japonsky: 縁側 nebo 掾側) označuje v japonské architektuře úzkou verandu nebo terasu přiléhající k domu z jedné či více stran. Existují čtyři typy: nure-en (濡れ縁), kure-en (榑縁), kirime-en (切目縁) a takesunoko-en (竹簀の子縁).